# Méliphage leucotique
Nesoptilotis leucotis
Espèce
Statut de conservation UICN

 LC  : Préoccupation mineure
Le Méliphage leucotique (Nesoptilotis leucotis, anciennement Lichenostomus leucotis) est une espèce de passereaux méliphages originaire d'Australie.

## Description
C'est un petit oiseau de 20 centimètres de long pour un poids de 20 grammes. Le mâle et la femelle se ressemblent. Le plumage est vert olive sur le dos et plus clair au niveau du ventre. Le dessus de la tête est gris, le dessous noir avec une tache blanche au niveau des oreilles.

## Distribution
Cet oiseau vit dans  tout le sud de l'Australie mais surtout au sud-ouest et au sud-est où on le retrouve jusqu'au Queensland. Il est très courant dans la région de Sydney.

## Habitat
Il habite de préférence les forêts d'eucalyptus mais fréquente également d'autres biotopes : mangroves, broussailles, etc.

## Alimentation
Il se nourrit d'insectes qu'il cherche sous les écorces d'eucalyptus, de nectar, de fruits.

## Mode de vie
Il vit en couples ou en petits groupes.

## Reproduction
Il se reproduit pratiquement sur toute l'année. La femelle pond deux ou trois œufs qu'elle couve dans un nid situé à faible hauteur.

## Taxonomie
À la suite des travaux phylogénétiques de Nyári et Joseph (2011), cette espèce est déplacée dans le genre Nesoptilotis par le Congrès ornithologique international dans sa classification de référence version 3.4 (2013).

### Sous-espèces
D'après le Congrès ornithologique international, cette espèce est constituée des sous-espèces suivantes :
- Nesoptilotis leucotis leucotis  (Latham, 1802) ; présente dans le sud-est de l'Australie ;
- Nesoptilotis leucotis lnovaenorciae  (Milligan, 1904) ; du sud-ouest au centre-est de l'Australie ;
- Nesoptilotis leucotis lthomasi  (Mathews, 1912) ; sur l'île Kangourou (sud de l'Australie).